# Дружинін Володимир Миколайович
Володимир Миколайович Дружинін (рос. Владимир Николаевич Дружинин; 12 (25) грудня 1907, Москва — 20 серпня 1976, Київ) — радянський державний і партійний діяч, Герой Радянського Союзу, в роки радянсько-німецької війни активний учасник партизанської боротьби в Україні, комісар Чернігівсько-Волинського партизанського з'єднання. Депутат Верховної Ради СРСР 3—6-го скликань і Верховної Ради УРСР 2-го скликання. Член ЦК КПУ у січні 1949 — березні 1966 року.

## Біографія
Народився 12 (25 грудня) 1907 року в Москві в родині робітника. Росіянин. Восьмирічним хлопчиком залишився сиротою і був направлений в дитячий притулок, де прожив до 1923 року, спочатку в Москві, потім в Курську і Путивлі. У 1922 році вступив до комсомолу. У 1923 році комсомольська організація спрямовує його на роботу на шахти Донбасу. Був коногоном, потім відкатчиком.
Член ВКП(б) з 1926 року. У 1926–1930 роках — завідувач відділу, секретар ряду районних комітетів ЛКСМУ; секретар Глухівського окружного комітету ЛКСМ України. У 1930–1931 роках — слухач Курсів марксизму-ленінізму при ЦК КП(б)України. У 1931–1936 роках — завідувач відділу, заступник секретаря, 2-й секретар районного комітету КП(б) України в Чернігівській області. У 1936–1938 роках — 1-й секретар Комарівського районного комітету КП(б)У Чернігівської області. У 1938–1939 роках — завідувач відділу керівних партійних органів Чернігівського обласного комітету КП(б) України. З квітня 1939 до лютого 1940 року — завідувач організаційно-інструкторського відділу Чернігівського обласного комітету КП(б)У. У лютому 1940 року його обирають 2-м секретарем Тернопільського обласного комітету КП(б)У, де він працює до липня 1941 року.

### Радянсько-німецька війна
На початку радянсько-німецької війни був направлений в Червону Армію старшим інструктором політвідділу стрілецької дивізії. У вересні 1941 року дивізія в складі київської групи військ потрапила в оточення. За пропозицією Дружиніна працівники штабу дивізії знищили документи і вирішили прорвати кільце оточення в районі лісів Чернігівської та Сумської областей, щоб з'єднатися з частинами Червоної Армії. Після 20 днів пошуків виходу з ворожого кільця до фронту лінії група військових на чолі з В. М. Дружиніним 16 жовтня 1941 року зустріла Чернігівський партизанський загін під командуванням М. М. Попудренка. У партизанському загоні В. М. Дружиніна призначили комісаром кавалерійської групи.
28 липня 1942 року, коли створювалося з'єднання партизанських загонів Чернігівщини, командиром з'єднання був призначений О. Ф. Федоров, комісаром — В. М. Дружинін. Формувалося з'єднання у важкій обстановці оточення і боїв, що відбувалися в районі Жуклянських і Рейментаровських лісів. Бої тривали з 27 липня по 4 серпня 1942 року. Під час контратак командир і комісар своїм прикладом піднімали в атаку партизанів і після коротких, але гарячих боїв відкидали противника.
На початку 1943 року Український штаб партизанського руху поставив перед з'єднанням завдання: вийти в рейд в напрямку Щорського району Чернігівської області. Після важких боїв з фашистами з'єднання виконало наказ. 5 березня 1943 року був отриманий новий наказ Українського штабу партизанського руху, в якому було вказано на необхідність поділу Чернігівського партизанського на два з'єднання. Командиром Чернігівсько-Волинського з'єднання партизанських загонів був призначений О. Ф. Федоров, комісаром — В. М. Дружинін. 11 березня 1943 року Чернігівсько-Волинське партизанське з'єднання рушило в рейд на Правобережну Україну. У травні 1943 року воно зупинилося на березі річки Уборті для підготовки до виходу в район Ковельського залізничного вузла. У липні 1943 року з'єднання приступило до виконання наказу Верховного головнокомандування Червоної Армії по здійсненню диверсій на залізницях і пустило під укіс сотні ешелонів з живою силою і технікою.
Указом Президії Верховної Ради СРСР від 4 січня 1944 року за організацію партизанського руху в тилу ворога і виконання завдань Українського штабу партизанського руху в боротьбі проти фашистських загарбників Володимиру Миколайовичу Дружиніну присвоєно звання Героя Радянського Союзу з врученням ордена Леніна і медалі «Золота Зірка» (№ 2884).

### Повоєнні роки
Після розформування партизанського з'єднання у квітні 1944 року призначений 2-м секретарем Тернопільського обласного комітету КП(б)У. З лютого 1948 року по 21 лютого 1951 року — 1-й секретар Тернопільського обласного комітету КП(б) України. Одночасно з лютого 1948 року по січень 1950 року — 1-й секретар Тернопільського міського комітету КП(б) України.
З березня по липень 1951 року — інспектор ЦК КП(б)У. У 1951—1954 роках — партійний організатор ЦК ВКП(б), секретар комітету КПРС будівництва Каховської гідроелектростанції.
З лютого 1954 року по червень 1956 року — 1-й секретар Херсонського обласного комітету КПУ. З червня 1956 року по травень 1959 року — 1-й секретар Дрогобицького обласного комітету КПУ. У червні — грудні 1959 року — інспектор ЦК КПУ. З жовтня 1959 року по грудень 1965 року — голова виконавчого комітету Кримської обласної ради депутатів трудящих (у січні 1963 — грудні 1964 року — голова виконавчого комітету Кримської промислової обласної ради депутатів трудящих).
У грудні 1965 році призначений заступником із кадрів, а з березня 1967 року — 1-м заступником міністра харчової промисловості Української РСР. З 1973 року по 1976 рік працював директором Інституту підвищення кваліфікації керівних працівників і спеціалістів харчової промисловості УРСР.

Могила Володимира Дружиніна

Жив у Києві. Помер 20 серпня 1976 року. Похований у Києві на Байковому кладовищі.

## Нагороди
Нагороджений трьома орденами Леніна (6.06.1957), орденами Жовтневої Революції, Червоного Прапора, Вітчизняної війни 1-го ступеня (2.05.1945), двома орденами Трудового Червоного Прапора, орденом Червоної Зірки та багатьма медалями, Почесною грамотою Президії Верховної Ради Української РСР (23.12.1967).